# F. Ray Keyser

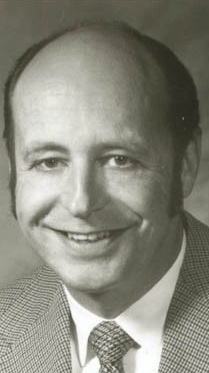
F. Ray Keyser

Frank Ray Keyser, Jr., född 17 augusti 1927 i Chelsea, Vermont, död 7 mars 2015 i Brandon, Vermont, var en amerikansk republikansk politiker. Han var guvernör i delstaten Vermont 1961–1963.
Keyser deltog i andra världskriget i USA:s flotta. Han avlade 1953 juristexamen vid Tufts och var talman i Vermonts representanthus 1959–1961.
Keyser efterträdde 1961 Robert Stafford som guvernör i Vermont. Han ställde upp för omval i guvernörsvalet 1962 men besegrades av demokraten Philip H. Hoff. Det var andra gången i delstatens historia som demokraternas kandidat vann ett guvernörsval i Vermont. Republikanerna hade innehaft guvernörsämbetet kontinuerligt sedan 1854, samma år som partiet grundades.